# Trotocalpe leucoparypha
Trotocalpe leucoparypha là một loài bướm đêm trong họ Geometridae.